# Баччи, Якопо
Якопо Баччи (итал. Jacopo Bacci; род. 19 июня 2005 года в Венеции, Италия) — итальянский футболист, полузащитник клуба «Падова», выступающий на правах аренды за «Эмполи».

## Карьера
Якопо является воспитанником клуба «Падова». Он дебютировал за него 24 апреля 2022 года, заменив Джованни Террани на 67-й минуте матча Серии C с «Виртус Верона». Это была единственная игра полузащитника в его первом сезоне на взрослом уровне. В сезоне 2022/23 он принял участие только в поединке с «Имолезе» в Кубке Серии C. В августе 2023 года Якопо был арендован на два сезона «Эмполи». В сезоне 2024/25 его стали активно привлекать к тренировкам и матчам тосканцев. Его дебют за «Эмполи» состоялся 2 февраля 2025 года: полузащитник заменил Лиама Хендерсона на 2-й добавленной минуте 2-го тайма встречи с «Ювентусом» в Серии A.